# Васильевка (Юрьев-Польский район)
Васильевка — деревня в Юрьев-Польском районе Владимирской области России, входит в состав Небыловского сельского поселения.

## География
Деревня расположена на берегу реки Яхрома в 12 км на юг от центра поселения села Небылое и в 40 км на юго-восток от райцентра города Юрьев-Польский.

## История
В конце XIX — начале XX века деревня входила в состав Чековской волости Владимирского уезда. В 1859 году в деревне числилось 23 двора, в 1905 году — 87 дворов.
С 1929 года деревня входила в состав Чековского сельсовета Ставровского района, с 1935 по 1963 год в составе Небыловского района, с 1965 года — в составе Юрьев-Польского района. С 2005 года деревня в составе Небыловского сельского поселения.

## Население
| 1859 | 1905 | 1926 |
| ---- | ---- | ---- |
| 359  | 521  | 541  |

| 1859 | 1905 | 1926 | 2002 | 2010 | 2021 |
| ---- | ---- | ---- | ---- | ---- | ---- |
| 359  | ↗521 | ↗541 | ↘31  | ↘18  | ↗29  |

## Достопримечательности
В деревне имеется Часовня Троицы Живоначальной, построенная в 2006 году.